# Henrik Enell
Henrik Gustaf Olof Enell, född 13 september 1850 på Vallby fideikommiss i Jönköpings län, död 28 april 1929 i Gustav Vasa församling i Stockholm, var en svensk apotekare. 
Enell avlade apotekarexamen 1875, var laborant i Stockholm till 1882 och föreståndare för apoteket i Alingsås till 1891, då han tillträdde apoteket Örnen i Stockholm. Han var bland annat ordförande mer än ett årtionde i Farmaceutiska föreningen och 1909–1911 i Apotekarsocieteten samt från 1902 ledamot av permanenta farmakopékommittén. Han utgav Framställning och pröfning af de skandinaviska farmakopeernas preparater (1880–1881) och ett stort antal artiklar i facktidskrifter. Enell blev riddare av Nordstjärneorden 1901. Han är begravd på Norra begravningsplatsen utanför Stockholm.